# Neustrelitz
Neustrelitz är en stad i den tyska delstaten Mecklenburg-Vorpommern. Fram till den 4 september 2011 var Neustrelitz huvudorten i distriktet Mecklenburg-Strelitz, som ingick i distriktet Mecklenburgische Seenplatte.

## Historia
Hertig Adolf Fredrik III uppförde ett jakthus i området. I närheten fanns staden Strelitz som sedan 1349 hade stadsrättigheter. Sedan residenset i Strelitz (Altstrelitz) brunnit 1712 uppfördes det nya residenset i Neustrelitz 1726–1731. Staden grundlades 1733  och kring slottet växte ett nytt samhälle fram och 1931 blev Strelitz en del av orten Neustrelitz som övertog dess stadsprivilegier.
Vid Neustrelitz fanns också ett stort sovjetiskt militärkomplex som revs under slutet av 1990-talet.
Omkring 20 000  personer bor i Neustrelitz.

### Befolkningsutveckling
Befolkningsutveckling  i Neustrelitz
Källa:,,